# Аніта Цой
Аніта Цой (нар. 7 лютого 1971) — російська співачка корейського походження. Підтримує путінський режим та війну Росії проти України. З 7 січня 2023 року перебуває під санкціями РНБО за антиукраїнську діяльність.

## Життєпис
Народилася 7 лютого 1971 року в Москві.
Закінчила юридичний факультет МДУ та естрадний факультет Російської академії театрального мистецтва.регулярно з'являється як телеведуча на російському телебаченні, бере участь у телевізійних програмах, таких як шоу «Цирк із зірками» на російському Першому каналі.

### Творчість
Офіційно творчу діяльність під псевдонімом «Аніта» почала 1997 року. Виконує пісні в стилі поп, поп-року, R&B та інших стилів. Володіє багатьма музичними інструментами. Випустила шість альбомів, більше двадцяти синглів, 9 гастрольних шоу-концертів.

## Реакція на напад Росії
3 вересня 2017 року виступала на «Дні шахтаря» в окупованому Росією Луганську. У квітні 2022 року взяла участь у гастрольному турі «Za Росію» на підтримку воєнних дій Росії в Україні.

## Нагороди
- Заслужена артистка Росії (2003)
- Три статуетки «Золотий грамофон» (Росія),
- дві статуетки «Овація» (Росія).

## Дискографія
- «Полет» — 1997
- «Черный лебедь» — 1998
- «I'll remember you» — 2000
- «1000000 минут» — 2003
- «На восток» — 2007
- «Твоя А» — 2011